# Condat-sur-Vézère
Condat-sur-Vézère település Franciaországban, Dordogne megyében. Lakosainak száma 865 fő (2022. január 1.). Condat-sur-Vézère Le Lardin-Saint-Lazare, Coly-Saint-Amand, Aubas, Les Farges és Terrasson-Lavilledieu községekkel határos.

## Népesség
A település népességének változása:
| Lakosok száma | 771  | 909  | 907  | 831  | 913  | 904  | 882  | 880  | 882  | 865  |
|               | 1968 | 1982 | 1990 | 2006 | 2013 | 2015 | 2017 | 2019 | 2020 | 2022 |